# Gare de Fontan - Saorge
Gare de Fontan - Saorge vasútállomás Franciaországban, Fontan településen.

## Vasútvonalak
Az állomást az alábbi vasútvonalak érintik:
- Cuneo-Limone-Ventimiglia-vasútvonal

## Kapcsolódó állomások
A vasútállomáshoz az alábbi állomások vannak a legközelebb:
- Gare de Breil-sur-Roya
- Gare de Saint-Dalmas-de-Tende